# WTA-toernooi van Kozerki
Het WTA-toernooi van Kozerki is een jaarlijks terugkerend tennistoernooi voor vrouwen dat wordt georganiseerd in de Poolse plaats Kozerki, dat net buiten de stad Grodzisk Mazowiecki is gelegen. De officiële naam van het toernooi is Polish Open.
De WTA organiseert het toernooi, dat in de categorie "WTA 125" valt en wordt gespeeld op hardcourtbanen van het nationaal trainingcentrum van de Poolse tennisbond.
Op deze locatie organiseerde de ITF een jaarlijks toernooi in 2019 (dotatie US$ 25k), 2021 (60k) en 2022 (100k). De eerste twee edities vonden plaats op de gravelbanen van de tennisacademie "Tenis Kozerka". Sinds 2022 is het nationaal trainingcentrum van de Poolse tennisbond in deze academie gevestigd, en worden de toernooiwedstrijden gespeeld op hardcourtbanen.
De eerste WTA-editie ontrolde zich in 2023 en werd gewonnen door de Oekraïense Dajana Jastremska, die in de eindstrijd de Belgische Greet Minnen versloeg. In 2024 werd het toernooi hier niet voortgezet – een gelijksoortig toernooi (WTA 125 op hardcourt) werd toen in Warschau georganiseerd.

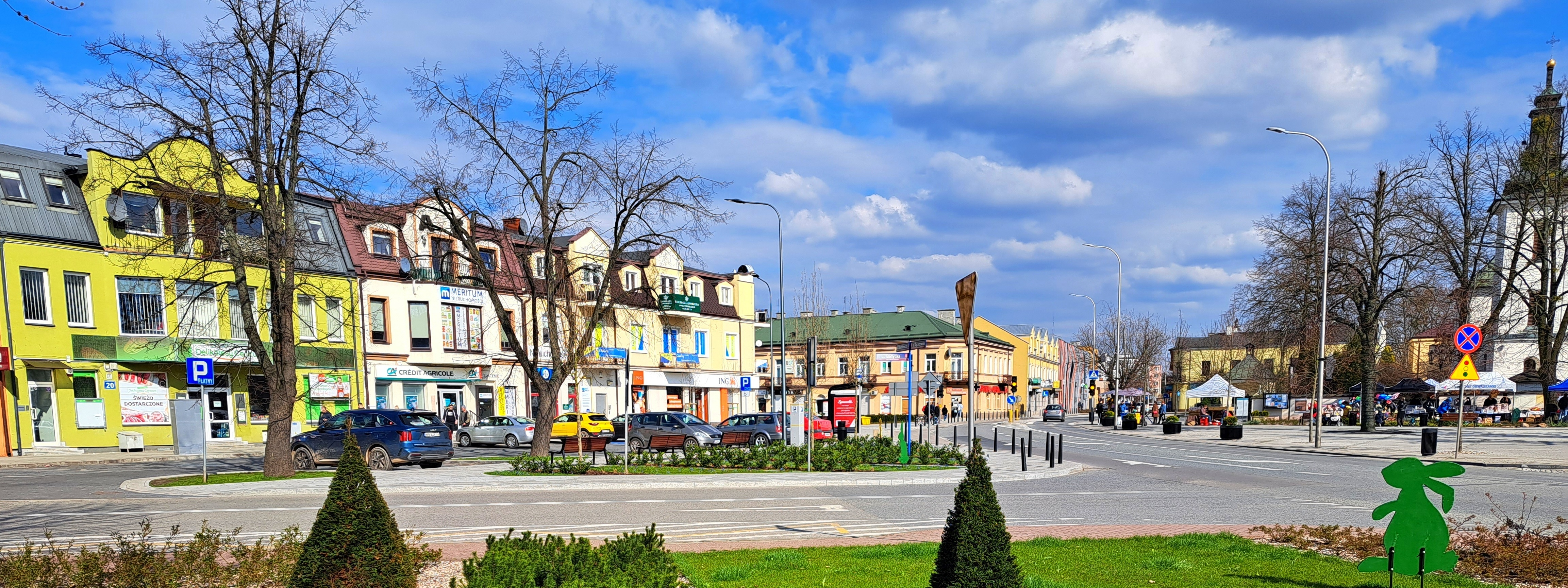
Aanzicht van de naburige stad Grodzisk Mazowiecki

## Finales

### Enkelspel
| Datum      | Naam        | Cat.    | ($)     | Ondergrond        | Winnares          | Verliezend finaliste | Uitslag       |         |
| ---------- | ----------- | ------- | ------- | ----------------- | ----------------- | -------------------- | ------------- | ------- |
| 2023-08-07 | Polish Open | WTA 125 | 115.000 | hardcourt, buiten | Dajana Jastremska | Greet Minnen         | 2-6, 6-1, 6-3 | details |

### Dubbelspel
| Datum      | Naam        | Cat.    | ($)     | Ondergrond        | Winnaressen                     | Verliezend finalistes      | Uitslag  |         |
| ---------- | ----------- | ------- | ------- | ----------------- | ------------------------------- | -------------------------- | -------- | ------- |
| 2023-08-07 | Polish Open | WTA 125 | 115.000 | hardcourt, buiten | Katarzyna Kawa Elixane Lechemia | Naiktha Bains Maia Lumsden | 6-3, 6-4 | details |

2023
ITF-toernooien (mannen en vrouwen)

ATP-toernooien (mannen) – ATP-seizoen 2025

WTA-toernooien (vrouwen) – WTA-seizoen 2025

Voormalige toernooien mannen
Voormalige toernooien vrouwen
Voormalige amateurtoernooien